# 郭克一
郭克一（15世紀—16世紀），字約之，福建泉州府惠安縣人，明朝政治人物。

## 生平
郭克一曾跟隨陳茂烈學習，對其「學當涵養本原，不在枝葉繁辭」一句深感佩服，正德八年（1513年）中舉人，嘉靖二年（1523年）會試中副榜，授歸善教諭，歸善縣學在城郭以外，殿宇崩壞，學生只能分齋肄業，他自己捐出四十金提倡復修縣學，數日內得四百餘金興建新學舍，又嚴立條教，用心教學，上級行部到歸善總會讚賞，三年後丁母憂辭官回鄉，在家去世。

## 引用
1. 1 2  雍正《惠安縣志·卷二十四·循良》：郭克一，字約之，前郭人，為人坦夷有志趣，師事莆如賓陳先生，語以：「學當涵養本原，不在枝葉繁辭。」克一深佩服之，領正德癸酉鄉薦，教諭歸善，廟學在郭外，殿宇敝壞，諸生徒寄空籍於學，分齋肄業之，規弛甚，克一捐己金四十以倡，數日內得四百餘金，遂庀材鳩功、重新學舍，士有居息，乃嚴立條教約束之，躬為講説經旨，士心竦然，諸司行部莫不嘆想，三年內憂歸。
2. ↑  《閩中理學淵源考·卷五十四》：郭克一，字約之，惠安人，為人坦夷有志趣，嘗講學於莆，以弟子禮見如賓陳先生，先生語以為學當涵養本原，不在枝葉繁辭，克一深佩服之，領正德癸酉鄉薦，癸未試春官乙榜，授歸善教諭，歸善學在郭外，殿宇敝壞，諸生徒寄空籍於學，分齋肄業之，規弛甚，克一慨然振而興之，倡率諸尚義者，鳩材募功、重新學舍，俾士有歸息，而嚴立條教以約束之，躬為講説經旨，士心竦然，諸司行部至惠州者莫不嘆賞，居三年丁母憂歸，卒於家。
3. ↑  光緒《歸善縣志·卷十三·名宦》：郭克一，字約之，嘉靖中以舉人署歸善教諭，舊學在郭外，廟宇敝壞，諸生徒寄空籍而，分齋肄業之，規故弛，克一慨然思作興之，首倡義新學舍，俾士有居息，而飭條教以約束之，躬為講說經旨，士風丕振，諸司行部至惠莫不嗟賞，居一年以憂去。